# Дракула (фільм, 1992)
«Дракула» («Дракула Брема Стокера») (англ. Bram Stoker's Dracula) — американська екранізація класичного готичного роману Брема Стокера, фільм Френсіса Форда Копполи 1992 року. Головні ролі виконали: Ґері Олдмен, Вайнона Райдер, Кіану Рівз, Ентоні Гопкінс.
Пісня заключної сцени фільму «Пісня кохання для вампіра» («Love Song For A Vampire») була написана та виконана Енні Леннокс.

## Сюжет
У 1462 році румунський граф Влад Дракула повертається з війни проти турків, на якій він захищав християнську віру своєї країни. Він поспішає побачити свою кохану Елізабет. Але дізнається, що її помилково повідомили про його загибель, тому вона покінчила життя самогубством. Церква відсікається від дівчини через її страшний гріх самогубства. Дракула розгніваний через те, що церква, яку він захищав на війні, прокляла його кохану. Він відмовляється від Бога, обіцяє після смерті повстати з могили аби помститися за Елізабет всіма силами темряви.
У 1897 році клерк Джонатан Харкер здійснює подорож до Трансильванії з метою влаштувати деякі формальності щодо купівлі графом Дракулою нерухомості у Великій Британії. Він бачить Дракулу зморшкуватим старим.
Під час перегляду документів він бачить фотографію своєї нареченої Міни. Із подивом він дізнається, що вона — реінкарнація коханої Дракули. Граф ув'язнює клерка у своєму замку (його стережуть слуги та дружини), а сам Дракула поспішає до своєї коханої в Лондон.
Дракула може являтися як дим, як кажан чи вовк. У подобі перевертня він являється до Люсі Вестенри та п'є її кров. Вона відчуває значне погіршення здоров'я, і лікар Джек Сьюард викликає свого друга та наставника Абрахама Ван Хельсінга. Той багато часу присвятив вивченню вампірів, тому швидко розпізнав причину недугу Люсі.
Дракула, після поживи кров'ю, молодий і красивий, вирушає до Міни. Дівчина боязно ставиться до незнайомця, проте відчуває дивний зв'язок між ними. Згодом вона отримує листа від свого нареченого Джонатана — той зміг втекти від жахливих дружин Дракули, що пили його кров, і тепер знаходиться у важкому стані в монастирі в Румунії, тож, Міна повинна вирушати до нього, аби повінчатися з ним.

Вайнона Райдер у ролі Міни

Кіану Рівз у ролі Джонатана

Дракула, сповнений горя, люті, вбиває Люсі. Проте Ван Хельсінг знає, що Люсі не остаточно померла. Після похорон вночі він із нареченим Люсі вирушає до її могили, відсувають могильну плиту і бачать, що труп відсутній. Люсі ж повертається до могили із дитиною в руках для того, щоб поживитися її кров'ю. Люсі, як і будь-якого іншого вампіра, можна знищити пробивши серце осиковим кілком та відрубавши їй голову.
Джонатан і Міна повертаються до Лондона вже як чоловік і дружина. Проте Міна пам'ятає про Дракулу, що чекає на неї у Великій Британії. Ван Хельсінг розповідає, що Дракула може відновлювати свої сили лише в рідній румунській землі. Тому вони з Джонатаном вирушають у власність Дракули у Великій Британії та знищують коробки із землею, що були привезені туди графом. Міна в цей час чекає на них неподалеку.
Дракула являється Міні. Дівчина визнає, що кохає його. Вона наполягає на тому, аби граф перетворив її на вампіра, щоб вони вічно «жили» разом. Дракула вагається, оскільки не бажає такого жалюгідного існування своїй коханій. Та Міна починає пити його кров — і вона перетворюється на вампіра.
Після цього Дракула в останній коробці з землею вирушає до Румунії, де після заходу сонця він зможе поновити свої сили та стане недосяжною мішенню для людей. А Джонатан, Ван Хельсінг та Міна женуться за ним, аби встигнути вбити графа до заходу сонця.
Міна перетворюється на вампіра та намагається звабити Ван Хельсінга. Потім вона заважає Джонатану та лікарю вбити Дракулу, та її чоловік проколює серце Дракули кілком. Після цього Міну та графа лишають наодинці в тій каплиці, де століттями раніше Дракула відмовився від Бога.
Міна не хоче прощатися зі своїм коханням. І зрештою вона зрозуміла, що сила кохання сильніша за час і смерть. Тому вона добиває графа, відтинаючи йому голову із проханням до Бога прийняти і простити його душу.

## У ролях
- Ґері Олдмен — Граф Дракула
- Вайнона Райдер — Міна Муррей-Харкер/Елізабета
- Ентоні Гопкінс — Професор Абрахам Ван Хельсінг
- Кіану Рівз — Джонатан Харкер
- Річард Грант — доктор Джек Сьюард
- Кері Елвес — Артур Хормвуд
- Біллі Кемпбелл — Квінсі П. Морріс
- Том Вейтс — Ренфілд
- Сейді Фрост — Люсі Вестенра
- Моніка Беллуччі — дружина Дракули
- Флоріна Кендрік — дружина Дракули
- Міхаела Берку — дружина Дракули

## Знімальна група
- Режисер — Френсіс Форд Коппола
- Продюсер — Сьюзен Ландау Фінч
- Сценарист	— Брем Стокер, Джеймс Харт
- Оператор — Міхаель Балльхаус
- Композитор — Войцех Кіляр, Енні Леннокс
- Художник — Томас Е. Сандерсд

## Оцінки
Фільм загалом отримав схвальні відгуки кінокритиків. На популярному сайті кіновідгуків «Rotten Tomatoes») на підставі 44 голосів фільм здобув рейтинг схвалення в 82 %. На тому ж сайті можна прочитати думку критика про те, що «Дракула» — «найяскравіший фільм Копполи, якого він раніше не міг собі дозволити»
Роджер Еберт у своїй рецензії робить висновок, що він насолоджувався фільмом через те, як він виглядає: «дизайнери Данте Ферреті та Томас Сандерс перевищили себе». І за невеликими недоліками, фільм йому сподобався.
Річард Корлісс написав: «Всі знають, що у Дракули є серце; Коппола знає, що це більше, ніж орган, у який треба вбити кілок». Також він відмітив еротичність деяких сцен фільму: «…якщо Дракула найстаріший чоловік, він також і перший чоловік сучасної сексуальної революції, що пробуджує еротичний імпульс у таких жінок, як кокетлива Люсі (Седі Форест) і цнотлива Міна (Вайнона Райдер)».
Серед недоліків кінострічки називають переповненість сюжету, деякі його тупікові лінії. Мік ЛаСелл із «San Francisco Chronicle» (від 13 листопада 1992 року) так оцінив фільм: «Дракула Брема Стокера створений із любов'ю,…ретельно створена невдача. У нього великі імена, великий бюджет, великі збори, гучні оцінки і навіть довге волосся. Але він цього не виправдовує. Він не збуджує і не зачаровує, а просто лежить на екрані».

## Касові збори
Фільм мав успіх серед глядачів й став касовим хітом. У США фільм зібрав 82 522 790 $, а у світі — 133 339 902 $ (загальна сума — 215 862 692 $), що робить цю стрічку найуспішнішою в комерційному плані екранізацією роману про вампіра.

## Нагороди
Премії «Оскар» у номінаціях:

Сейді Фрост у ролі вампірки Люсі

- Найкращий художник по костюмах (Ейко Ешіока)
- Найкраще звукове оформлення (Том МакКарті, Девід Стоун)
- Найкращий грим (Ґреґ Кенном, Мішель Бурке, Метью Мангл)

Премія «Сатурн» у номінаціях:
- Найкращий актор (Ґері Олдмен)
- Найкращі костюми (Ейко Ешіока)
- Найкращий режисер (Френсіс Форд Коппола)
- Найкращий фільм жахів
- Найкращий сценарист (Джеймс Харт)

Премію Британської академії телебачення і кіномистецтва отримав у чотирьох номінаціях:
- Найкращий дизайн костюмів (Ейко Ешіока)
- Найкращий візажист (Ґреґ Канном, Мішель Бурке…)
- Найкращий дизайн (Томас Сандерс)
- Найкращі спецефекти (Роман Коппола…)

MTV Movie Awards нагородили фільм за найкращий поцілунок (Гері Олдмен, Вайнона Райдер)

## Розбіжності книжки та фільму
Річард Корліс у рецензії до фільму зазначав: 

Герой мультсеріалу «Сімпсони» Монтгомері Бернз у ролі вампіра

Хоча сценарій фільму є правильніший, ніж більшість відомих стрічок про вампіра цієї книги, цей Дракула далекий від Дракули Стокера. Граф новели не був демоном-коханцем, він був лихом, повелителем кажанів і щурів. Він представляв непривабливе зло.
- У фільмі Міна — реінкарнація Елізабети — відчуває спорідненість із Дракулою, закохується в нього. У книзі вона зневажає його як монстра, що тероризує життя дівчини і вбив її подругу Люсі. І тому вона бере участь у вбивстві Дракули, що не було зображено у фільмі.
- Сценарій фільму спрощено завдяки відсутності дрібних героїв, таких як мати Люсі, батько Артура
- У книзі нема еротичних сцен.

## Поп-культура
Фільм мав значний культурний вплив: існує гра за його мотивами, комічна адаптація книги тощо. У п'ятій серії п'ятого сезону мультсеріалів «Сімпсони», що присвячено святкуванню Геловіну, використано образ графа Дракули з кінофільму Френсіса Копполи.